# Kafr Haut
Kafr Haut – wieś w Syrii, w muhafazie Aleppo, w dystrykcie As-Safira. W 2004 roku liczyła 244 mieszkańców.